# West Ham United F.C.
West Ham United Football Club (også kendt som The Hammers) er en engelsk fodboldklub med hjemmebane på London Stadium med en kapacitet på 62.500 tilskuere. Klubben spiller i den bedste engelske fodboldrække, Premier League. Klubben blev stiftet i 1895 som Thames Ironworks F.C. og skiftede i 1900 navn til West Ham United. I 1904 flyttede klubben hjemmebane til det nuværende Boleyn Ground-stadion. I 1923 rykkede klubben op i den bedste engelske række og nåede samtidig finalen i den britiske FA-cup, hvor holdet tabte til Bolton Wanderers.
Klubben har vundet FA Cuppen 3 gange, i (1964, 1975 og 1980). Efter pokaltriumfen i 1964 vandt klubben den efterfølgende sæson Pokalvindernes Turnering. I 2000 blev det også til en sejr i Toto Cuppen. I 2006 var klubben igen i FA Cup-finalen, men tabte til Liverpool efter straffesparkskonkurrence. 7/6-2023 vinder West Ham United deres første titel i 43 år, efter de slår Fiorentina 1-2 i Prag i Conference League . Jarrod Bowen skulle afgøre finalen i 90' minut. 
West ham United var repræsenteret med 3 spillere, da England i 1966 for hidtil eneste gang vandt verdensmesterskabet i fodbold. Udover anføren Bobby Moore var det Martin Peters og Geoff Hurst, der scorede henholdsvis 1 og 3 i finalesejren på 4-2 over Vesttyskland. Bobby Moore spillede alle sine 108 landskampe (rekord for en markspiller i England)som West Ham spiller.
West Ham United er desuden kendt for at klare sig godt i kampene mod storholdet Manchester United.
West Ham United har samlet vundet flere kampe over Manchester United, end Manchester United har vundet over West Ham United.[kilde mangler]
West Ham United deltager i en række lokalopgør mod andre klubber fra London i særlig grad Tottenham Hotspur, Arsenal, Chelsea og ærkerivalen Millwall. Opgørene mod Millwall anses som nogle af de mest passionerede lokalopgør i England, og da de to klubber mødtes i Liga-cuppen i 2009 udløste mødet betydelige uroligheder.
West Ham United er også kendt for, at have nogen af mest trofaste og stolte fans i verden. I nyere tid er rivaliseringen med Tottenham Hotspur blevet forstærket efter at klubben har hentet profiler som Michael Carrick, Jermain Defoe og senest Scott Parker i West Ham United. Ligeledes har Tottenham Hotspur haft manager Harry Redknapp ansat, som i perioden 1994-2001 var manager i West Ham United.
I optakten til 2010/2011 sæsonen ansatte klubben Avram Grant der havde sagt sin stilling op i Portsmouth. Grant trak Frederic Piquionne (fri transfer) og Tal Ben-Haim (lejeaftale) med sig fra Portsmouth. Han har desuden forstærket truppen med den danske landsholdspiller Lars Jacobsen, dansk/new zealandske Winston Reid, mexicanske Pablo Barrera, tyske Thomas Hitzlsperger og lejesvendene Victor Obinna fra Inter.
I transfervinduet i januar 2011 hentede West Ham Wayne Bridge på lejeaftale fra Manchester City, Demba Ba på lejeaftale fra Hoffenheim og Gary O'Neil fra Middlesbrough.
Efter en skuffende sæson rykkede West Ham ned i The Championship, og Grant blev fyret som manager, få timer efter det skæbnesvanger nederlag i Wigan Athletic, hvor West Ham smed en 2-0 føring over styr, og tabte 2-3. I sæsonen 2012/13 var klubben dog tilbage i Premier League igen.

## Ungdomsakademiet
West Ham United har et succesfuldt ungdomsakademi, der har udviklet flere spillere, der i dag spiller hos topholdene i Premier League fx Rio Ferdinand, Michael Carrick, Frank Lampard, Joe Cole og Glen Johnson. Flere af de faste spillere i West Ham Uniteds startopstilling, Mark Noble, Jack Collison og James Tomkins kommer fra ungdomsakademiet og senest er Zavon Hines, Freddie Sears, Junior Stanislas, Josh Payne, Reece Oxford og Jordan Spence blevet en del af førsteholdet.

## Nuværende spillertrup
Oversigten er opdateret til og med 7. maj 2022.
| Nr. | Land       | Position | Spiller                                     |
| --- | ---------- | -------- | ------------------------------------------- |
| 1   | Polen      | MM       | Łukasz Fabiański                            |
| 3   | England    | MI       | Aaron Cresswell                             |
| 4   | Spanien    | FO       | Carlos Soler (lånt fra Paris Saint-Germain) |
| 5   | Tjekkiet   | FO       | Vladimír Coufal                             |
| 7   | Holland    | AN       | Crysencio Summerville                       |
| 8   | England    | MI       | James Ward-Prowse                           |
| 9   | Jamaica    | AN       | Michail Antonio                             |
| 10  | Brasilien  | MI       | Lucas Paquetá                               |
| 11  | Tyskland   | AN       | Niclas Füllkrug                             |
| 14  | Ghana      | AN       | Mohammed Kudus                              |
| 15  | Grækenland | FO       | Konstantinos Mavropanos                     |
| 17  | Brasilien  | MI       | Luis Guilherme                              |
| 18  | England    | AN       | Danny Ings                                  |
| 19  | Mexico     | MI       | Edson Álvarez                               |

| Nr. | Land      | Position | Spiller                                            |
| --- | --------- | -------- | -------------------------------------------------- |
| 20  | England   | AN       | Jarrod Bowen Anfører                               |
| 21  | England   | MM       | Wes Foderingham                                    |
| 23  | Frankrig  | MM       | Alphonse Areola                                    |
| 24  | Argentina | MI       | Guido Rodríguez                                    |
| 25  | Frankrig  | FO       | Jean-Clair Todibo (lånt fra OGC Nice)              |
| 26  | England   | FO       | Maximilian Kilman                                  |
| 28  | Tjekkiet  | MI       | Tomáš Souček                                       |
| 29  | England   | FO       | Aaron Wan-Bissaka                                  |
| 33  | Italien   | FO       | Emerson Palmieri                                   |
| 34  | Irland    | AN       | Evan Ferguson Lånt fra Brighton & Hove Albion F.C. |
| 39  | Skotland  | MI       | Andy Irving                                        |
| 57  | England   | MI       | Oliver Scarles                                     |

### Udlejet
| Nr. | Land            | Position | Spiller                                                      |
| --- | --------------- | -------- | ------------------------------------------------------------ |
| 22  | Elfenbenskysten | AN       | Maxwel Cornet (hos Genoa indtil 30. juni 2025)               |
| 27  | Marokko         | FO       | Nayef Aguerd (hos Real Sociedad indtil 30. juni 2025)        |
| 37  | Brasilien       | FO       | Luizão (hos Pogoń Szczecin indtil 30. juni 2025)             |
| 40  | England         | MI       | George Earthy (hos Bristol City indtil 30. juni 2025)        |
| 50  | Nordirland      | AN       | Callum Marshall (hos Huddersfield Town indtil 30. juni 2025) |
| 54  | Nordirland      | MI       | Patrick Kelly (hos Doncaster Rovers indtil 30. juni 2025)    |

| Nr. | Land       | Position | Spiller                                                     |
| --- | ---------- | -------- | ----------------------------------------------------------- |
|     | Ungarn     | MM       | Krisztián Hegyi (hos Debreceni indtil 30. juni 2025)        |
|     | Nordirland | FO       | Michael Forbes (hos Colchester United indtil 30. juni 2025) |
|     | Frankrig   | FO       | Kurt Zouma (hos Al-Orobah indtil 30. juni 2025)             |
|     | Frankrig   | MI       | Mohamadou Kanté (hos Paris FC indtil 30. juni 2025)         |
|     | England    | MI       | Freddie Potts (hos Portsmouth indtil 30. juni 2025)         |

## Klubpriser

### Årets Hammer
| Year | Winner           |
| ---- | ---------------- |
| 1958 | Andy Malcolm     |
| 1959 | Ken Brown        |
| 1960 | Malcolm Musgrove |
| 1961 | Bobby Moore      |
| 1962 | Lawrie Leslie    |
| 1963 | Bobby Moore      |
| 1964 | Johnny Byrne     |
| 1965 | Martin Peters    |
| 1966 | Geoff Hurst      |
| 1967 | Geoff Hurst      |
| 1968 | Bobby Moore      |
| 1969 | Geoff Hurst      |
| 1970 | Bobby Moore      |

| Year | Winner             |
| ---- | ------------------ |
| 1971 | Billy Bonds        |
| 1972 | Trevor Brooking    |
| 1973 | Bryan 'Pop' Robson |
| 1974 | Billy Bonds        |
| 1975 | Billy Bonds        |
| 1976 | Trevor Brooking    |
| 1977 | Trevor Brooking    |
| 1978 | Trevor Brooking    |
| 1979 | Alan Devonshire    |
| 1980 | Alvin Martin       |
| 1981 | Phil Parkes        |
| 1982 | Alvin Martin       |
| 1983 | Alvin Martin       |

| Year | Winner          |
| ---- | --------------- |
| 1984 | Trevor Brooking |
| 1985 | Paul Allen      |
| 1986 | Tony Cottee     |
| 1987 | Billy Bonds     |
| 1988 | Stewart Robson  |
| 1989 | Paul Ince       |
| 1990 | Julian Dicks    |
| 1991 | Luděk Mikloško  |
| 1992 | Julian Dicks    |
| 1993 | Steve Potts     |
| 1994 | Trevor Morley   |
| 1995 | Steve Potts     |
| 1996 | Julian Dicks    |

| Year | Winner              |
| ---- | ------------------- |
| 1997 | Julian Dicks        |
| 1998 | Rio Ferdinand       |
| 1999 | Shaka Hislop        |
| 2000 | Paolo Di Canio      |
| 2001 | Stuart Pearce       |
| 2002 | Sebastian Schemmel  |
| 2003 | Joe Cole            |
| 2004 | Matthew Etherington |
| 2005 | Teddy Sheringham    |
| 2006 | Danny Gabbidon      |
| 2007 | Carlos Tevez        |
| 2008 | Robert Green        |
| 2009 | Scott Parker        |

| Year | Winner           |
| ---- | ---------------- |
| 2010 | Scott Parker     |
| 2011 | Scott Parker     |
| 2012 | Mark Noble       |
| 2013 | Winston Reid     |
| 2014 | Mark Noble       |
| 2015 | Aaron Cresswell  |
| 2016 | Dimitri Payet    |
| 2017 | Michail Antonio  |
| 2018 | Marko Arnautović |
| 2019 | Łukasz Fabiański |
| 2020 | Declan Rice      |
| 2021 | Tomáš Souček     |
| 2022 | Declan Rice      |